# جاكوب باكستر
جاكوب باكستر هو سياسي كندي، ولد في 6 يونيو 1832 في فورت إيري في كندا، وتوفي في 23 يوليو 1912. حزبياً، نشط في الحزب الليبرالي في أونتاريو ‏. وقد انتخب عضو برلمان مقاطعة أونتاريو.